# Copelatus mimetes
Copelatus mimetes är en skalbaggsart som beskrevs av Guignot 1957. Copelatus mimetes ingår i släktet Copelatus och familjen dykare. Inga underarter finns listade i Catalogue of Life.